# Kommendant
En kommendant är den högste befälhavaren i en fästning, garnison eller ett fångläger.
Kommendant var även titeln på den officer som ansvarade för ordningen i ett högkvarter. I fredstid har kommendanten högsta ledningen av garnisonstjänsten och ordningen på stället. I krigstid och i en fästning har han eller hon oinskränkt befäl inom fästningen och är ensam ansvarig för fästningens försvar.

## I Sverige
I Sverige används kommendantstiteln alltjämt, såsom exempelvis i;
- Överkommendanten i Stockholm
- Kommendanten eller Garnisonschefen för Göteborgs garnison